# 皇家韋爾瓦娛樂俱樂部
皇家韋爾瓦娛樂俱樂部（Real Club Recreativo de Huelva, S.A.D.，一般稱為維爾瓦）是一家位於西班牙南部安達魯西亞自治区韋爾瓦市的足球俱乐部，成立於1889年，乃西班牙最早成立之球會之一。
在西班牙全國性聯賽未成立時，韋爾瓦曾於二十世紀初贏過省級聯賽冠軍。自西班牙聯賽成立以後，韋爾瓦一直都只是在低組別聯賽打滾，迄今只曾三次升班（1978-79、2002-03、2005-06），其餘時間都是在次級聯賽。2005–06年賽季位於西乙第1名，因此得以升級到西班牙足球甲级联赛。2008–09年賽季再次降級。
球隊主場名為新哥伦布球场，可容納21,670人。

## 球會榮譽
- 西甲：3次參賽
- 西班牙國王盃：亞軍（2003年）
- 安達魯西亞冠軍：1903－1904年

## 外部連結
- 韋爾瓦娛樂官方網站 （页面存档备份，存于）